# Championnat de Malte de football 1976-1977
Navigation
Saison précédente Saison suivante
La saison 1976-1977 de First Division Maltaise était la soixante-deuxième édition de la première division maltaise.
Lors de cette saison, le Sliema Wanderers FC a tenté de conserver son titre de champion face aux neuf meilleurs clubs maltais lors d'une série de matchs se déroulant sur toute l'année.
Les dix clubs participants au championnat ont été confrontés à deux reprises aux neuf autres.
C'est le Floriana FC qui a été sacré champion de Malte pour la vingt-quatrième fois.
Deux places étaient qualificatives pour les compétitions européennes, la troisième place étant celles du vainqueur du Trophée Rothman 1976-1977.

## Qualifications en coupe d'Europe
À l'issue de la saison, le champion a participé au 1er tour de la Coupe des clubs champions 1977-1978.
Le vainqueur du Trophée Rothman a pris la place pour la Coupe des coupes 1977-1978.
Le deuxième du championnat a pris la place en Coupe UEFA 1977-1978.

## Les dix clubs participants
| Club                | Stade             | Capacité | Ville      |
| ------------------- | ----------------- | -------- | ---------- |
| Floriana FC         | -                 | -        | Floriana   |
| Hamrun Spartans     | Victor Tedesco    | 6 000    | Hamrun     |
| Paola Hibernians FC | Hibernians Ground | 8 000    | Paola      |
| Msida Saint-Joseph  | -                 | -        | Msida      |
| Senglea Athletic    | -                 | -        | Bormla     |
| Sliema Wanderers FC | Guze Fava Ground  | 4 000    | Sliema     |
| St. George's FC     | -                 | -        | Bormla     |
| La Vallette FC      | -                 | -        | La Valette |
| Vittoriosa Stars FC | -                 | -        | Vittoriosa |
| Zebbug Rangers FC   | -                 | -        | Zebbug     |

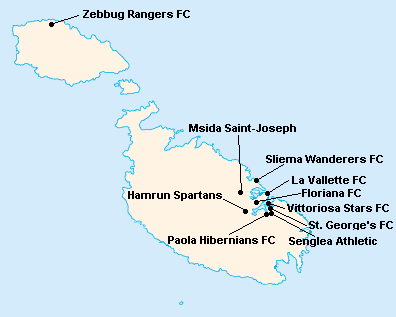
Localisation des clubs engagés dans le championnat.

L'île de Malte étant relativement petite, les clubs évoluent tous au stade National Ta'Qali (17 400 places). Certain cependant ont leur propre enceinte qu'ils peuvent éventuellement utiliser.

## Compétition

### Classement
| Rang | Équipe                  | Pts | J  | G  | N | P  | Bp | Bc | Diff |
| ---- | ----------------------- | --- | -- | -- | - | -- | -- | -- | ---- |
| 1    | Floriana FC             | 33  | 18 | 15 | 3 | 0  | 53 | 12 | +41  |
| 2    | Sliema Wanderers FC (T) | 27  | 18 | 10 | 7 | 1  | 34 | 14 | +20  |
| 3    | La Vallette FC (C)      | 25  | 18 | 10 | 5 | 3  | 43 | 19 | +24  |
| 4    | Paola Hibernians FC     | 23  | 18 | 9  | 5 | 4  | 34 | 28 | +6   |
| 5    | Hamrun Spartans (P)     | 15  | 18 | 6  | 3 | 9  | 24 | 20 | +4   |
| 6    | Vittoriosa Stars FC (P) | 14  | 18 | 5  | 4 | 9  | 19 | 35 | -16  |
| 7    | St. George's FC         | 14  | 18 | 4  | 6 | 8  | 20 | 42 | -22  |
| 8    | Msida Saint-Joseph      | 13  | 18 | 4  | 5 | 9  | 23 | 36 | -13  |
| 9    | Zebbug Rangers FC       | 13  | 18 | 5  | 3 | 10 | 20 | 27 | -7   |
| 10   | Senglea Athletic        | 3   | 18 | 0  | 3 | 15 | 14 | 51 | -37  |

| Légende : Qualifications et relégations | Légende : Qualifications et relégations                                                     |
| --------------------------------------- | ------------------------------------------------------------------------------------------- |
|                                         | Coupe des clubs champions 1977-1978 (1er Tour)                                              |
|                                         | Coupe des coupes 1977-1978 (1er Tour)                                                       |
|                                         | Coupe UEFA 1977-1978 (1er Tour)                                                             |
|                                         | Relégation en Second Division Maltaise                                                      |
|                                         | (T) : Tenant du titre 1975-1976 (P) : Promu en 1975-1976 (C) : Vainqueur du Trophée Rothman |

## Bilan de la saison
| Tableau d'Honneur       |                |
| Compétition             | Vainqueur      |
| First Division Maltaise | Floriana FC    |
| Trophée Rothman         | La Vallette FC |

| Qualifications européennes 1977-1978 |                     |
| Coupe des clubs champions            | Qualifiés           |
| 1er tour                             | Floriana FC         |
| Coupe des coupes                     | Qualifiés           |
| 1er tour                             | La Vallette FC      |
| Coupe UEFA                           | Qualifiés           |
| 1er tour                             | Sliema Wanderers FC |

| Promotions et relégations            |                                    |
| Relégués en Second Division Maltaise | Zebbug Rangers FC Senglea Athletic |
| Promus de Second Division Maltaise   | Marsa FC Birkirkara FC             |